# Christian Solidarity International
Christian Solidarity International, abgekürzt CSI, ist eine internationale christliche Menschenrechtsorganisation, die sich weltweit für verfolgte Christen einsetzt.

## Organisation
Christian Solidarity International wurde 1977 von dem Schweizer evangelisch-reformierten Pfarrer Hansjürg Stückelberger im Anschluss an Schweigemärsche für verfolgte Christen in der Sowjetunion gegründet. Heute befinden sich der Hauptsitz sowie die Schweizer Landesvertretung von CSI in Binz, Kanton Zürich, in der Schweiz. Weitere Landesvertretungen finden sich im französischsprachigen Teil der Schweiz sowie in Deutschland, Frankreich, Südkorea, Tschechien, Ungarn und in den USA. CSI-Österreich hat sich 2019 umbenannt und tritt seitdem unter dem Namen „Christen in Not“ auf. Am 27. Juli 2020 übernahm John Eibner die Präsidentschaft der Dachorganisation von Herbert Meier. Seit Juli 2023 hat CSI erneut einen beratenden Status beim Wirtschafts- und Sozialrat (ECOSOC) der Vereinten Nationen. Dadurch hat CSI regelmäßigen Zugang zu den Sitzungen des UN-Menschenrechtsrats in Genf sowie gelegentlich die Möglichkeit, dort zu sprechen. CSI unterstützt sowohl mit humanitärer Hilfe als auch durch Rechtsbeistand vor Ort. Darüber hinaus leistet CSI Advocacy-Arbeit.

## Humanitäre Hilfe
- Hilfslieferungen[8], beispielsweise Lebensmittellieferungen nach Mossul im Irak[9]
- Medizinische Hilfe[10][11]
- Unterstützung von Schulen[12]. Beispielsweise beteiligte sich die CSI am Wiederaufbau einer christlichen Schule in Ägypten[13], die von Islamisten zerstört wurde. Andere Beispiele sind eine Schule der Jesiden[14] und eine Schule in Bangladesch[15]. Die CSI finanziert Stipendien in Syrien[16].
- Juristische Unterstützung[17]
- Publizieren über Unrecht[18]
- Unterstützung der Erdbebenopfer in der Türkei und in Syrien.[19]

## Bergkarabach
CSI setzte sich bereits während dem Bergkarabach-Krieg 2020 für die Rechte der einheimischen armenischen Bevölkerung ein und befürchtete einen drohenden Völkermord an den Karabach-Armeniern. Als Aserbaidschan Bergkarabach über Monate isolierte, war CSI vor Ort und forderte ein Ende der Blockade des Latschin-Korridors sowie eine Luftbrücke nach Stepanakert, um die Bevölkerung mit den notwendigsten Gütern zu versorgen. Im Zusammenhang mit der Blockade gab CSI eine Völkermordwarnung heraus. Nachdem Aserbaidschan im September 2020 einen erneuten Krieg gegen Bergkarabach begonnen hatte, forderte CSI-Präsident John Eibner die USA, Russland, die EU, Israel und die Schweiz auf, Aserbaidschan in den Arm zu fallen. Vor dem UN-Menschenrechtsrat in Genf forderte CSI das Rückkehrrecht der nahezu vollständig vertriebenen armenischen Bevölkerung Bergkarabachs.

## Tätigkeit für Syrien
CSI betreibt verschiedene Hilfsprojekte in Syrien, etwa verteilen von Lebensmitteln und Medikamenten, friedensfördernde Workshops oder psychologische Betreuung von Traumatisierten. Für John Eibner, den Präsidenten von CSI, „war [die humanitäre Situation] noch nie so alarmierend wie heute. Obwohl die Gewalt in Syrien in den letzten Jahren stark zurückgegangen ist, gibt es dort heute mehr Menschen als je zuvor, die hungern und verarmt sind und denen es an lebenswichtigen Gütern fehlt.“ Gerade in Folge des Erdbebens am 6. Februar 2023 haben sich die Folgen der Sanktionen laut Peter Fuchs, dem Geschäftsführer von CSI Deutschland, besonders stark gezeigt. So könnten beispielsweise Krankenhäuser ohne die Möglichkeit internationale Überweisungen zu tätigen keine medizinischen Geräte, Medikamente, Generatoren und Ersatzteile kaufen, wie die Tagesschau berichtete. CSI fordert daher ein Ende der Wirtschaftssanktionen gegen Syrien.

## Sklavenfreikauf im Sudan
Das Engagement von CSI im Sudan begann 1992, als zwei der CSI-Aktivisten, John Eibner und Caroline Cox, auf Einladung der örtlichen Kirchen in den Südsudan reisten, um dort die Auswirkungen des Bürgerkriegs auf die christliche Bevölkerung zu beobachten. CSI begann, die Massaker und Sklavenjagden zu dokumentieren und bekannt zu machen, die von der arabisch geführten Zentralregierung in Khartum und ihren Stammesverbündeten gegen die weitgehend christlichen Völker des Südsudan verübt wurden. CSI war die erste Menschenrechtsorganisation vor Ort im Sudan. Für Aufmerksamkeit sorgten die Freikaufaktionen von Sklaven im Sudan, die während des Bürgerkrieges ab 1996 aus dem christlich und animistisch geprägten, schwarzafrikanischen Südsudan in den muslimisch-arabischen Nordsudan verschleppt wurden (siehe auch: Sklaverei im Sudan). Diese Freikaufaktionen wurden von Organisationen wie UNICEF und der innerhalb des hauptsächlich betroffenen Volkes der Dinka gegründeten Hilfsorganisation Dinka-Komitee als moralisch fragwürdig und kontraproduktiv kritisiert, da sie finanzielle Anreize für weitere Sklavenjagden schaffen könnten. CSI meint demgegenüber, dass die Sklaverei im Sudan vor allem eine Folge des Krieges und zum Teil gezielt eingesetzte „Kriegswaffe“ und weniger auf wirtschaftliche Motive zurückzuführen sei. Obwohl sich andere Landesorganisationen zwischenzeitlich von den Freikaufaktionen distanzieren, werden sie von der Schweizer CSI auch nach Ende des Bürgerkrieges fortgesetzt. Die Organisation will nach eigenen Angaben zwischen 1995 und 2012 mehr als 100.000 Sklaven befreit haben.

## Verhältnis zum Islam und Kritik an CSI
Gegenüber dem Islam nimmt CSI eine sehr kritische Haltung ein. So betont die Organisation, dass es sich bei den Opfern im Sudan stets um Christen und Animisten und bei den Tätern um Moslems handele (siehe Christenverfolgung), und sieht Europa von einer "Islamisierung" bedroht. Aus diesem Grund lehnt sie etwa einen EU-Beitritt der Türkei klar ab. CSI bezeichnet sich selbst als konfessionell neutral und leistet nach Eigenangaben auch Hilfe an Muslime, die aus Darfur nach Südsudan geflohen sind. CSI unterstützt auch Menschen, die aufgrund sogenannter Blasphemiegesetze angeklagt werden. In dem Zusammenhang hilft CSI nicht nur Christen, sondern auch Muslimen. Jüngstes Beispiel ist der junge Pakistaner Haider Ali, dem vorgeworfen wurde, eine Seite aus dem Koran herausgerissen zu haben. Mit Hilfe von CSI konnte seine Entlassung aus der Haft erreicht werden. CSI-Gründer Stückelberger stellte unter anderem fest: „Ein Muslim, der den Koran ernst nimmt, kann keine demokratisch-freiheitliche Gesellschaftsordnung gutheissen.“ Er sah sich mehrfach dem Vorwurf der Religionshetze und der Nähe zu fundamentalistischen Islamgegnern ausgesetzt.
2006 verschickte CSI an zahlreiche katholische und evangelische Pfarrämter und weitere kirchliche Stellen in Deutschland das Buch Islam und Terrorismus. Was der Koran wirklich über Christentum, Gewalt und die Ziele des Djihad lehrt von Mark A. Gabriel. Die Erzdiözese München und Freising weist darauf hin, dass in dem Buch grundlegende Aussagen über den Islam als Weltreligion „zumindest missverständlich und irreführend“ seien. Das Buch zementiere Feindbilder, „schürt Ängste und setzt Konfrontation an die Stelle eines dringend notwendigen kritischen Dialogs“, schreibt die Diözese. Zudem stelle das Buch „den Islam“ insgesamt unter eine Art „Generalverdacht“ und werde deshalb „der Vielfalt und Unterschiedlichkeit der verschiedenen Richtungen und Strömungen innerhalb des Islam nicht gerecht.“